# Từ trường

Từ trường của một thanh nam châm hình trụ.

Từ trường là môi trường năng lượng đặc biệt sinh ra quanh các điện tích chuyển động hoặc do sự biến thiên của điện trường hoặc có nguồn gốc từ các mômen lưỡng cực từ như nam châm. Mỗi điểm trong từ trường được miêu tả bằng toán học thông qua hướng và độ lớn tại đó; từ trường được miêu tả bằng trường vector. Người ta hay sử dụng khái niệm lực Lorentz tác dụng lên một điện tích điểm chuyển động để định nghĩa từ trường.
H : Cường độ từ trường do dòng điện sinh ra
B : từ trường bên trong vật liệu bị ảnh hưởng bởi H
Các hạt điện tích chuyển động hoặc mômen từ nội tại của các hạt cơ bản đi kèm với tính chất lượng tử căn bản là spin là nguyên nhân của từ trường. Trong thuyết tương đối hẹp, điện trường và từ trường là hai khía cạnh của cùng một thực thể thể hiện bằng tenxơ điện từ; tenxơ này trở thành điện trường hay từ trường phụ thuộc vào hệ quy chiếu tương đối giữa người quan sát và hạt điện tích. Trong vật lý lượng tử, trường điện từ bị lượng tử hóa và tương tác điện từ là kết quả của sự trao đổi các photon giữa các hạt cơ bản, như mô tả bởi điện động lực học lượng tử.
Từ trường đã được ứng dụng từ thời cổ đại và có nhiều thiết bị ngày nay hoạt động dựa trên nó. Trong định vị hướng và vị trí, người ta sử dụng la bàn do Trái Đất sinh ra từ trường. Từ trường quay được áp dụng trong các động cơ điện hay máy phát điện. Thông qua hiệu ứng Hall lực từ cho biết thông tin về hạt tích điện trong vật liệu. Ngoài ra từ trường là cơ sở cho sự hoạt động của máy biến áp và các mạch từ.

## Lịch sử
Tuy nam châm và từ học đã được biết đến từ lâu, nghiên cứu về từ trường bắt đầu vào năm 1269 khi học giả người Pháp Petrus Peregrinus de Maricourt vẽ ra từ trường xung quanh một nam châm hình cầu bằng sử dụng các cây kim loại nhỏ. Ông cũng đề cập đến hai cực từ tương tự như hai cực của Trái Đất. Khoảng ba thế kỷ sau, nhà thiên văn học William Gilbert ở Colchester lặp lại nghiên cứu của Petrus Peregrinus và lần đầu tiên phát biểu rõ ràng về Trái Đất là một nam châm khổng lồ. Công bố năm 1600, công trình của Gilbert, De Magnete, giúp từ học trở thành một ngành khoa học.
Năm 1750, John Michell phát hiện ra các cực từ hút hoặc đẩy nhau tuân theo định luật nghịch đảo bình phương. Sau đó Charles-Augustin de Coulomb xác nhận điều này bằng thực nghiệm vào năm 1785 và nêu ra các cực Bắc và Nam không thể tách rời nhau. Siméon-Denis Poisson đã thiếp lập một mô hình thành công đầu tiên về từ trường dựa trên các lực từ này vào năm 1824. Trong mô hình này, ông cho rằng từ trường H sinh bởi các cực từ và trong nam châm có các cặp cực từ bắc/nam nhỏ.
Tuy nhiên, có ba khám phá gây thách thức đến cơ sở từ học. Đầu tiên, Hans Christian Oersted năm 1819 khám phá ra hiện tượng dòng điện sinh ra từ trường bao quanh dây dẫn. Năm 1820, André-Marie Ampère chỉ ra rằng hai sợi dây song song có dòng điện cùng chiều chạy qua sẽ hút nhau. Cuối cùng, Jean-Baptiste Biot và Félix Savart khám phá ra định luật Biot–Savart năm 1820, định luật miêu tả đúng đắn từ trường bao quanh sợi dây có dòng điện chạy qua.

Hans Christian Ørsted, Der Geist in der Natur, 1854

Dựa trên ba khám phá trên, Ampère đã công bố một mô hình thành công cho từ học vào năm 1825. Trong mô hình này, ông chỉ ra sự tương đương giữa dòng điện và nam châm và đề xuất rằng từ tính là do những vòng chảy vĩnh cửu (đường sức) thay vì các lưỡng cực từ như trong mô hình của Poisson. Mô hình này có thêm thuận lợi khi giải thích tại sao lại không có đơn cực từ. Ampère dựa vào mô hình suy ra được cả định luật lực Ampère miêu tả lực giữa hai dây dẫn có dòng điện chạy qua và định luật Ampère (hay chính là định luật Biot–Savart), miêu tả đúng đắn từ trường bao quanh một sợi dây có dòng điện. Cũng trong công trình này, Ampère đưa ra thuật ngữ điện động lực miêu tả mối liên hệ giữa điện và từ.
Năm 1831, Michael Faraday phát hiện ra hiện tượng cảm ứng điện từ khi ông làm thay đổi từ trường qua một vòng dây thì có dòng điện sinh ra trong sợi dây. Ông miêu tả hiện tượng này bằng định luật cảm ứng Faraday. Sau đó, Franz Ernst Neumann chứng minh rằng khi vòng dây di chuyển trong từ trường thì hiện tượng cảm ứng là hệ quả của định luật lực Ampère. Ông cũng nêu ra khái niệm vectơ thế năng từ mà về sau người ta chứng minh nó tương đương với cơ chế do Faraday đề xuất.
Năm 1850, Huân tước Kelvin (hay William Thomson), phân biệt ra hai kiểu từ trường mà ngày nay ký hiệu bằng H và B. Cái đầu tương ứng cho mô hình của Poisson và cái sau tương ứng cho mô hình của Ampère và hiện tượng cảm ứng. Hơn nữa, ông cũng suy ra mối liên hệ giữa B bằng bội hằng số của H.
Giữa các năm 1861 và 1865, James Clerk Maxwell phát triển và công bố phương trình Maxwell, trong đó ông giải thích và thống nhất các khía cạnh của lý thuyết điện học và từ học cổ điển. Ông công bố những hệ phương trình đầu tiên trong bài báo On Physical Lines of Force năm 1861. Tuy những phương trình này là đúng đắn nhưng chưa đầy đủ. Maxwell hoàn thiện các phương trình của mình trong bài báo A Dynamical Theory of the Electromagnetic Field năm 1865 và chứng minh rằng ánh sáng là một dạng sóng điện từ. Heinrich Hertz đã chứng minh bằng thực nghiệm kết quả này vào năm 1887.
Mặc dù định luật lực của Ampère hàm ý lực do từ trường tác dụng lên điện tích chuyển động trong nó, tuy thế cho tới tận năm 1892 Hendrik Lorentz mới suy luận ra tường minh lực từ bằng các phương trình Maxwell. Cùng với những đóng góp này của Lorentz, lý thuyết điện từ động lực cổ điển về cơ bản là đã hoàn thiện.
Trong thế kỷ XX, lý thuyết điện từ động lực đã được mở rộng để tương thích với thuyết tương đối hẹp và cơ học lượng tử. Albert Einstein, trong bài báo năm 1905 thiết lập ra thuyết tương đối, chứng minh rằng cả điện trường và từ trường là những phần của cùng một thực thể khi quan sát từ các hệ quy chiếu khác nhau. (như từ vấn đề di chuyển nam châm và vòng dây dẫn trong thí nghiệm của Faraday và thông qua các thí nghiệm tưởng tượng đã giúp Albert Einstein phát minh ra thuyết tương đối hẹp). Cuối cùng, để phù hợp với lý thuyết mới là cơ học lượng tử, điện động lực học cổ điển đã được phát triển thành thuyết điện động lực học lượng tử (QED).

## Định nghĩa, đơn vị và đo lường

### Định nghĩa
| Tên gọi khác nhau cho B                                             |
| ------------------------------------------------------------------- |
| - Mật độ từ thông - Cảm ứng từ - Từ trường                          |
| Tên gọi khác nhau cho H                                             |
| - Cường độ từ trường - Độ lớn từ trường - Từ trường - Trường từ hóa |

Từ trường được định nghĩa theo một vài cách tương đương dựa trên hiệu ứng tác động của nó lên môi trường xung quanh.
Thông thường người ta định nghĩa từ trường là lực tác dụng lên một hạt điện tích chuyển động. Trong tĩnh điện học hạt có điện tích q nằm trong điện trường E chịu một lực bằng F = qE. Tuy vậy, khi hạt điện tích chuyển động trong vùng bao quanh dây dẫn có dòng điện, lực tác dụng lên hạt cũng phụ thuộc vào vận tốc của nó. Thật may là, thành phần lực phụ thuộc vận tốc tách biệt so thành phần lực điện trường, và tuân theo định luật lực Lorentz,
{\displaystyle \mathbf {F} =q(\mathbf {E} +\mathbf {v} \times \mathbf {B} ).}
Ở đây v là vận tốc của hạt và × ký hiệu của tích vectơ. Vectơ B ký hiệu cho từ trường, và nó được coi là trường vectơ cần thiết để cho định luật lực Lorentz miêu tả đúng chuyển động của hạt tích điện. Định nghĩa này cho phép xác định B như sau
| “ | Quá trình, "Đo hướng và độ lớn của vectơ B tại mỗi vị trí," thực hiện theo các bước: Dùng một hạt đã biết có điện tích q. Đo lực tác dụng lên q khi nó đứng yên nhằm xác định E. Sau đó đo lực tác động lên hạt khi nó chuyển động với vận tốc v theo một hướng; lặp lại phép đo cho hạt với vận tốc v ở một hướng khác. Lúc này vectơ B trong định luật lực Lorentz thỏa mãn tất cả các phép đo—chính là từ trường tại mỗi vị trí cần đo. | ” |

Một cách khác, người ta xác định từ trường thông qua ngẫu lực mà nó tác động lên một lưỡng cực từ (xem ngẫu lực từ trên nam châm vĩnh cửu bên dưới).
Có hai loại từ trường, H và B. Trong chân không chúng thể hiện giống nhau, chỉ khác nhau về độ lớn. Nhưng bên trong vật liệu hay môi trường vật chất (xem H và B bên trong và ngoài vật liệu từ) chúng có tính chất khác nhau. Về mặt lịch sử, thuật ngữ từ trường có ký hiệu là H trong khi các nhà vật lý sử dụng thuật ngữ khác cho B. Ngày nay, các sách vật lý đều sử dụng thuật ngữ từ trường cho cả hai ký hiệu B và H. Có một vài tên gọi khác nhau cho cả hai (xem bảng).

### Đơn vị
Trong hệ SI, B có đơn vị tesla (T) và tương ứng ΦB (từ thông) có đơn vị weber (Wb) do vậy mật độ thông lượng 1 Wb/m² bằng 1 tesla. Đơn vị SI của tesla bằng (newton•giây)/(coulomb•mét). Trong đơn vị Gauss-cgs, B có đơn vị gauss (G) (và 1 T = 10.000 G) Trường H có đơn vị ampere trên mét (A/m) trong hệ SI, và oersted (Oe) trong hệ CGS.

### Đo lường
Độ chính xác nhỏ nhất đối với phép đo từ trường đến nay (2013) thực hiện được là cỡ atto tesla (10−18 tesla); từ trường lớn nhất tạo ra được trong phòng thí nghiệm tồn tại trong thời gian rất ngắn (nam châm điện bị phá hủy) là cỡ 2,8 kT (viện VNIIEF ở Sarov, Nga, 1998), trong khi từ trường lớn nhất tồn tại trong thời gian ngắn (nam châm điện không bị phá hủy) có độ lớn xấp xỉ 100 T (phòng thí nghiệm Los Alamos, Hoa Kỳ, 2011). Từ trường của một số thiên thể như sao từ cao hơn rất nhiều; độ lớn từ 0,1 đến 100 GT (108 đến 1011 T).
Từ kế là thiết bị dùng để đo hướng và độ lớn từ trường cục bộ lân cận với thiết bị. Dựa trên nguyên lý hoạt động có các loại từ kế như sử dụng lõi quay, từ kế Hall, từ kế cộng hưởng từ, từ kế SQUID, và la bàn từ thông. Từ trường của các thiên thể trong vũ trụ được đo thông qua ảnh hưởng của nó lên các hạt điện tích chuyển động. Ví dụ, electron chuyển động xoắn ốc trên đường sức từ phát ra bức xạ đồng bộ trong miền sóng vô tuyến.

## Đường sức từ

La bàn cho biết hướng của từ trường cục bộ. Như ở đây, đường sức từ đi vào cực Nam và đi ra khỏi cực Bắc.

Công việc vẽ bản đồ từ trường của một vật là đơn giản về nguyên lý. Đầu tiên, đo độ lớn và hướng của từ trường tại rất nhiều vị trí trong không gian. Sau đó đánh dấu mỗi vị trí bằng một mũi tên (hay vectơ) chỉ theo hướng của từ trường cục bộ và độ lớn tỉ lệ với độ lớn của từ trường tại điểm đó.
Một phương pháp vẽ khác là 'nối' các mũi tên lại thành đường sức từ. Hướng của từ trường tại một điểm bất kỳ song song với hướng của đường sức gần hoặc đi qua điểm đó, và mật độ các đường sức tỉ lệ với độ mạnh hay yếu của từ trường.
Đường sức từ giống với các đường đồng mức (cùng độ cao) trên bản đồ địa hình ở chỗ chúng đều là các đường liên tục, và ứng với tỉ lệ bản đồ khác nhau sẽ có nhiều hay ít các đường đồng mức. Điểm thuận lợi của cách biểu diễn các đường sức từ là cho phép nhiều định luật của từ học (và điện từ học) phát biểu một cách ngắn gọn và chính xác như 'số' các đường sức đi qua một bề mặt. Những khái niệm này nhanh chóng có thể 'chuyển' thành các đại lượng toán học. Ví dụ, số các đường sức từ đi qua một mặt cho trước chính là tích phân mặt của từ trường.

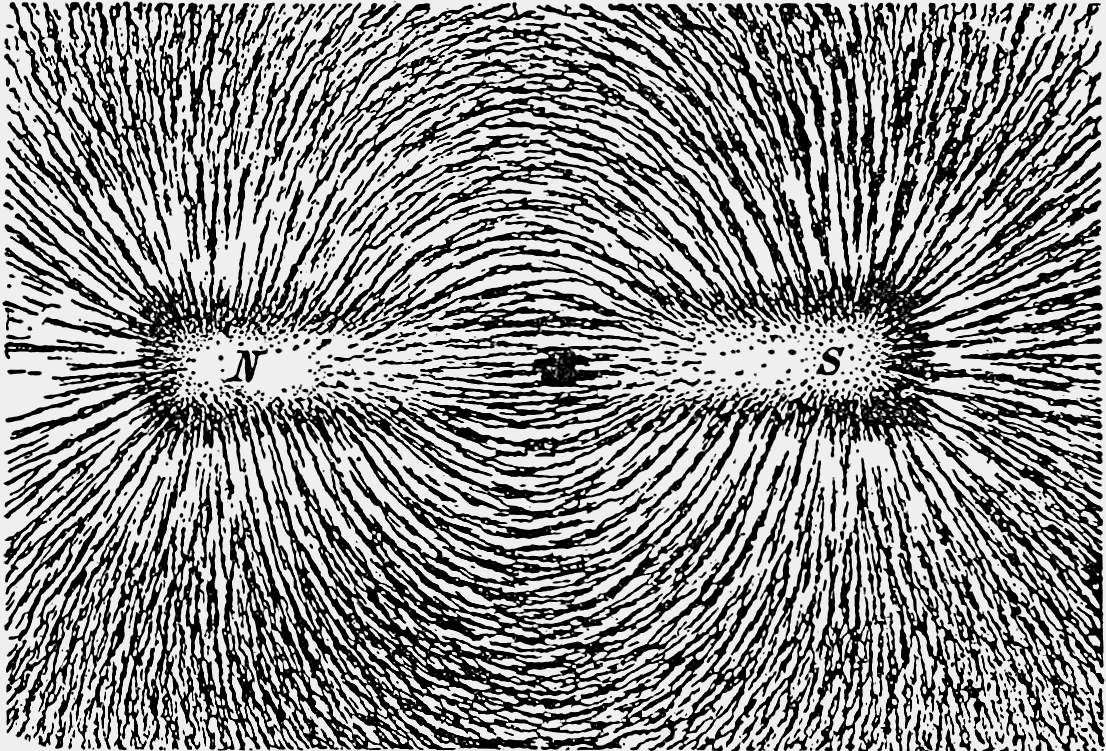
Hướng của đường sức từ biểu diễn bằng các mạt sắt rắc trên một tờ giấy ngăn cách với thanh nam châm.

Có một số cách nhằm thể hiện các đường sức từ. Ví dụ, khi rắc các mạt sắt lên một tờ giấy trên thanh nam châm thì các chúng sẽ sắp xếp theo hình dáng thể hiện các 'đường sức'. Đường sức từ cũng thể hiện trong hiện tượng cực quang, do các hạt plasma chuyển động trên đường sức từ của từ trường Trái Đất va chạm với tầng khí quyển phát ra ánh sáng.
Đường sức cũng là một công cụ để miêu tả lực từ. Trong vật liệu sắt từ như sắt và trong plasma, lực từ có thể được hiểu như là những đường sức tác dụng một lực kéo (giống như kéo/thả dây cao su) dọc theo chiều dài, và áp suất vuông góc với các đường đó lên những đường lân cận. Các cực "khác dấu" của hai thanh nam châm hút nhau bởi vì chúng được nối bởi nhiều đường sức; hai cực "cùng dấu" thì đẩy nhau bởi vì các đường sức không gặp nhau, mà chạy song song và đẩy nhau. Biểu thức phức tạp cho khái niệm này là tenxơ ứng suất-năng lượng điện từ.

## Từ trường và nam châm vĩnh cửu
Nam châm vĩnh cửu là các vật được cấu tạo từ các vật liệu từ cứng có khả năng giữ từ tính không bị mất từ trường. Chúng làm từ vật liệu sắt từ, như sắt và nikel, đã bị từ hóa, chúng đều có cực Bắc và cực Nam.

### Từ trường của nam châm vĩnh cửu
Từ trường của nam châm vĩnh cửu khá phức tạp, đặc biệt khi gần thanh nam châm. Từ trường của một thanh nam châm nhỏ, thẳng tỉ lệ với độ lớn của nam châm (gọi là mômen lưỡng cực từ m). Phương trình mô tả từ trường của nam châm cũng phụ thuộc vào khoảng cách từ điểm cần tính đến thanh và hướng của thanh đó. Đối với thanh nam châm đơn giản, m chỉ theo hướng của đường vẽ từ cực Nam đến cực Bắc. Lật ngược thanh nam châm là tương đương với quay m một góc 180 độ.
Từ trường của thanh nam châm lớn có thể mô hình hóa bởi tập hợp các thanh nam châm nhỏ hơn gọi là lưỡng cực, mỗi lưỡng cực có giá trị m. Từ trường tạo ra bởi nam châm chính bằng tổng các từ trường của các lưỡng cực này. Và lực tác dụng của thanh lên vật khác chính bằng tổng các lực tác dụng của từng lưỡng cực.
Có hai mô hình khác nhau miêu tả bản chất của lưỡng cực. Chúng tương ứng với các trường H và trường B. Tuy nhiên, bên ngoài vật liệu thì chúng thể hiện giống nhau (khác nhau bởi độ lớn) cho nên nhiều tình huống có thể bỏ qua sự phân biệt này. Điều này đúng cho từ trường sinh ra bởi các dòng điện, mà không bởi các vật liệu từ.

### Mô hình cực từ và trường H

Mô hình cực từ: hai cực trái dấu, Bắc (+) và Nam (−), cách nhau một khoảng d sinh ra trường H (các đường sức).

Đôi khi có ích khi mô hình lực và ngẫu lực tác dụng giữa hai nam châm là do các cực từ đẩy hoặc hút lẫn nhau giống như trong mô hình lực Coulomb giữa các điện tích. Trong mô hình này, từ trường H được sinh ra bởi các cặp từ tích tập trung tại mỗi cực của nam châm. Trường H do vậy tương tự như điện trường E, với các đường sức đi ra từ điện tích dương và đi vào điện tích âm. Do đó, gần cực Bắc mọi đường sức của H hướng ra khỏi cực Bắc (cho dù trong hay ngoài nam châm) trong khi gần cực Nam mọi đường sức của H hướng vào cực Nam (cho dù trong hay ngoài nam châm). Cho nên cực Bắc gây ra lực theo hướng của trường H trong khi cực Nam gây ra lực theo hướng ngược lại.
Trong mô hình cực từ, lưỡng cực từ cơ bản m bao gồm hai cực từ trái dấu có độ lớn qm nằm cách nhau bởi một vectơ khoảng cách nhỏ d, và từ đó m = qm d.
Các cực từ không thể đứng đơn lẻ; mọi nam châm đều có cặp cực Bắc/Nam mà không thể chia tách ra từng cực một được. Mô hình cực từ không giải thích được từ trường sinh ra do dòng điện trong dây dẫn, hay lực mà từ trường tác dụng lên điện tích chuyển động.

### Mô hình vòng Ampère và trường B

Mô hình vòng Ampère: Một vòng dây dẫn đi vào trang giấy tại x và đi ra tại dấu chấm sinh ra từ trường B (các đường sức). Cực Bắc nằm ở bên phải còn cực Nam nằm ở bên trái.

Sau khi Oersted phát hiện ra dòng điện sinh ra từ trường và Ampère phát hiện ra rằng các dây dẫn có dòng điện chạy qua thì hút hoặc đẩy nhau tương tự như các nam châm, một cách tự nhiên người ta đã giả sử rằng mọi từ trường là do dòng điện trong dây dẫn tạo ra. Mô hình này do Ampère phát triển, lưỡng cực từ cơ bản hình thành lên nam châm là một vòng Ampère đủ nhỏ với dòng điện I. Mômen lưỡng cực của vòng là m = IA với A là diện tích của vòng dây.
Các vòng dây này sinh ra trường B. Một tính chất quan trọng của trường B sinh ra theo cách này đó là các đường sức từ của B không có điểm bắt đầu hay kết thúc (về mặt toán học, B là trường vectơ solenoid); một đường sức hoặc mở rộng ra vô hạn hoặc có dạng đường cong kín. Cho tới nay chưa thấy tìm thấy từ trường nào có đường sức với đặc điểm khác với mô hình này. (Xem đơn cực từ bên dưới.) Các đường sức từ ở nam châm trông có vẻ đi ra khỏi cực Bắc và đi vào cực Nam của nó, nhưng thực ra bên trong nam châm các đường sức B tiếp tục đi trong nam châm từ cực Nam đến cực Bắc. Nếu một đường sức B đi vào nam châm ở một điểm thì nó phải đi ra khỏi nam châm ở điểm khác; nó không được phép có điểm đầu cuối. Do vậy các cực từ luôn luôn là cặp N và S.
Về mặt hình thức, do mọi đường sức từ đi vào một vùng bất kỳ thì cũng đều phải đi ra khỏi vùng đó, hiệu của 'số' các đường sức đi vào với số các đường đi ra phải bằng không. Phát biểu này tương đương về mặt toán học:
{\displaystyle \oint _{S}\mathbf {B} \cdot \mathrm {d} \mathbf {A} =0,}
ở đây tích phân mặt thực hiện trên mặt kín S. Quy ước vectơ dA hướng ra ngoài mặt, tích vectơ trong tích phân xác định dương cho đường sức trường B chỉ ra ngoài và âm cho đường sức chỉ vào trong.
Phương trình này cũng biểu diễn được dưới dạng vi phân (phương trình Maxwell ở dưới).

### Lực giữa các nam châm
Lực giữa hai nam châm nhỏ là khá phức tạp và phụ thuộc vào độ lớn và hướng của cả hai nam châm cũng như khoảng cách tương đối giữa chúng. Lực này rất nhạy với sự quay của nam châm là do ngẫu lực từ. Lực tác dụng trên mỗi nam châm phụ thuộc vào mômen từ của nó và từ trường của nam châm kia.
Mô hình cực từ miêu tả ở trên khá có ích để hiểu lực tác dụng giữa hai nam châm. Trong mô hình này, trường H của một nam châm đẩy và kéo lên cả hai cực của nam châm kia. Nếu trường H là như nhau tại cả hai cực của nam châm này thì sẽ không có tổng hợp lực lên nam châm đó do lực tác dụng lên hai cực có chiều ngược nhau. Tuy nhiên, nếu từ trường của nam châm thứ nhất là không đều (như H tại gần cực của nó), thì mỗi cực của từ trường thứ hai sẽ đặt trong từ trường có độ lớn khác nhau và do vậy chúng chịu các lực khác nhau. Sự chênh lệch giữa hai lực làm chuyển động nam châm theo hướng tăng độ lớn của từ trường và có thể gây ra một ngẫu lực tổng cộng.
Đây là ví dụ cụ thể về quy tắc chung cho hai nam châm hút (hoặc đẩy nhau phụ thuộc vào hướng của nam châm) vào vùng có độ lớn từ trường tăng lên của nam châm kia. Bất kỳ một từ trường không đều nào, do nam châm vĩnh cửu hay do dòng điện sinh ra, đều tác dụng lực lên một nam châm nhỏ theo cách này.
Trong khi các chi tiết giải thích lực tác dụng giữa 2 nam châm của mô hình Ampère là khác và phức tạp hơn nhưng nó cho cùng một kết quả: lưỡng cực từ hút/đẩy nhau vào vùng có độ lớn từ trường tăng lên.
Về mặt toán học, một nam châm nhỏ có mômen từ m khi đặt trong từ trường B chịu một lực:
{\displaystyle \mathbf {F} =\mathbf {\nabla } \left(\mathbf {m} \cdot \mathbf {B} \right),}
với gradien ∇ là sự thay đổi của đại lượng m • B trên đơn vị chiều dài và hướng là hướng theo sự tăng lớn nhất của m • B. Phân tích phương trình, ta thấy tích vô hướng m • B = mBcos(θ), với m và B là độ lớn của các vectơ m và B và θ là góc giữa chúng. Nếu m có cùng hướng với B thì tích vectơ là dương và gradien chỉ theo 'hướng lên' kéo nam châm vào vùng có từ trường B lớn hơn (nói cách cụ thể là lớn hơn m • B). Phương trình này chỉ đúng cho nam châm có kích thước nhỏ, nhưng nó cũng miêu tả xấp xỉ cho nam châm không quá lớn. Lực từ trên những nam châm lớn có thể xác định bằng cách chia nó ra thành những vùng nhỏ hơn, mỗi vùng có một giá trị mômen lực riêng m và sau đó cộng tổng các lực lại.

### Ngẫu lực từ trên nam châm vĩnh cửu

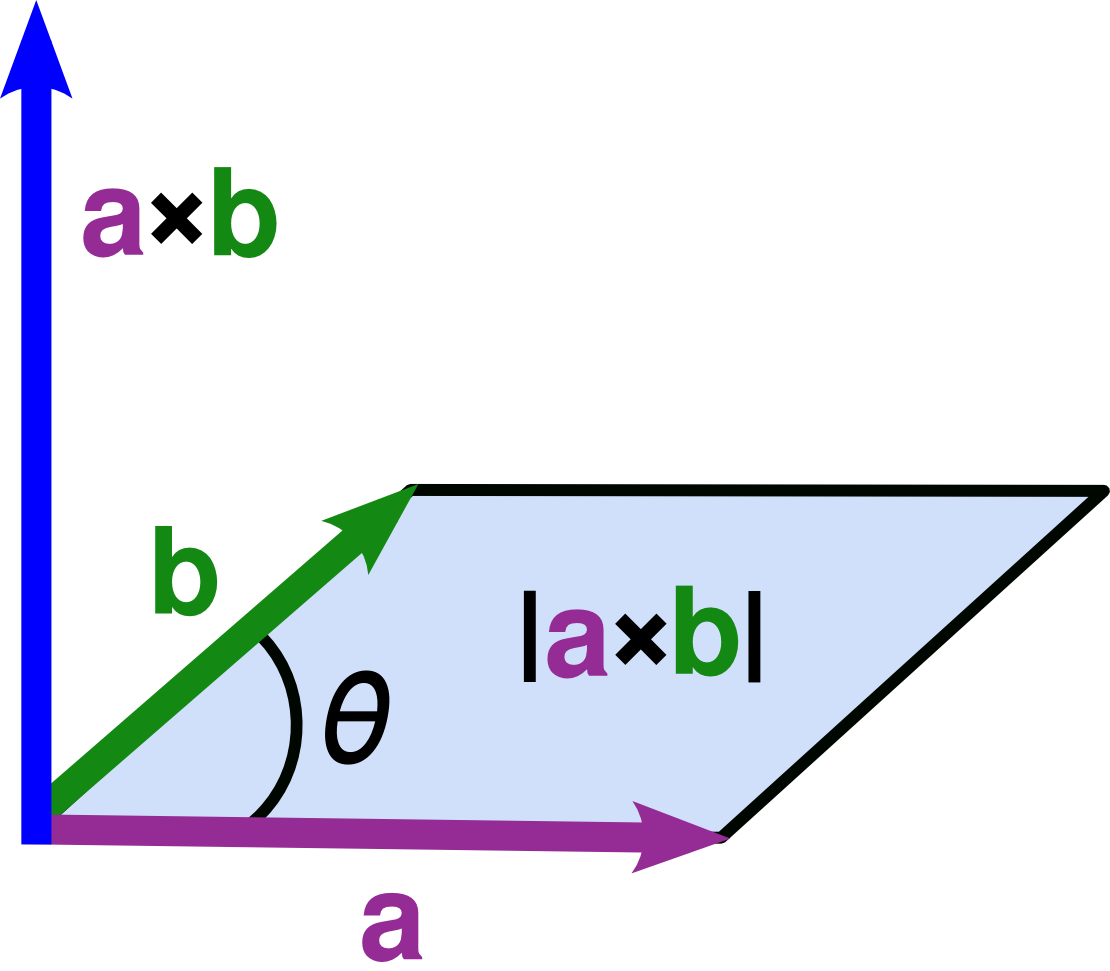
Tích vectơ: a × b = a b sinθ.

Nếu ta mang hai cực cùng dấu của hai thanh nam châm lại gần nhau, và một nam châm cố định, một cái được phép di động, thì nam châm di động sẽ cố gắng quay để hướng cực trái dấu của nó đến cực cái cố định. Trong ví dụ này, từ trường của nam châm cố định tạo ra một ngẫu lực (hay mômen lưỡng cực) lên thanh nam châm quay tự do. Ngẫu lực τ có xu hướng làm cho các cực của thanh nam châm này hướng theo đường sức từ của nam châm cố định (định hướng theo chiều của từ trường). Ví dụ, một la bàn có kim luôn hướng theo từ trường Trái Đất.
Các động cơ điện hoạt động trên nguyên lý của ngẫu lực từ. Ở mô hình động cơ đơn giản, một nam châm gắn cố định với trục quay tự do và chịu một từ trường quay sinh ra từ các nam châm điện. Bằng cách liên tục làm đổi dòng điện chạy qua mỗi nam châm điện, do đó làm đảo cực của trường điện từ; ngẫu lực tổng cộng tác động lên nam châm gắn ở trục và làm nó quay liên tục. Xem từ trường quay bên dưới.

Ngẫu lực lên nam châm: Trường H (bên phải) tác động những lực có độ lớn bằng nhau nhưng chiều ngược nhau lên cực N (+q) và cực S (−q) sinh ra ngẫu lực.

Như trường hợp lực tác dụng giữa các nam châm, mô hình cực từ cho phép suy ra phương trình ngẫu lực một cách dễ dàng. Ở đây, lưỡng cực từ chịu. Ở đây hai điện tích q trái dấu (tương đương với lưỡng cực từ) đặt trong trường H chịu các lực có cùng độ lớn nhưng ngược hướng. Do hai lực bằng nhau và ngược hướng ở hai vị trí khác nhau sẽ tương đương với một ngẫu lực tác dụng lên hệ. Theo định nghĩa của m bằng độ lớn của điện tích q nhân với khoảng cách giữa hai điện tích d, và từ đây ngẫu lực τ = μ0mHsinθ, với μ0 là hằng số từ môi và θ là góc giữa hai vectơ H và m.
Mô hình vòng Ampère cũng cho kết quả cùng một ngẫu lực. Trường B tương tác với vòng Ampère thông qua lực Lorentz miêu tả ở bên dưới. Kết quả thu được là như nhau ở cả hai mô hình tuy cách lập luận khắc hẳn.
Về mặt toán học, ngẫu lực τ trên một nam châm nhỏ tỉ lệ với độ lớn từ trường ngoài và mômen từ m của nam châm:
{\displaystyle {\boldsymbol {\tau }}=\mathbf {m} \times \mathbf {B} =\mu _{0}\mathbf {m} \times \mathbf {H} ,\,}
với × là tích vectơ. Phương trình này chứa mọi lập luận ở trên. Không xuất hiện ngẫu lực nếu m có cùng hướng với từ trường. Hơn nữa, khi nam châm ở những hướng khác thì sẽ có ngẫu lực kéo nó về hướng của từ trường ngoài.

## Từ trường và dòng điện
Dòng điện tích vừa sinh ra từ trường và chịu một lực do từ trường ngoài B tác dụng.

### Từ trường do điện tích di chuyển và dòng điện sinh ra

Quy tắc bàn tay phải: một dòng đi theo hướng của mũi tên trắng sinh ra từ trường thể hiện bằng mũi tên đỏ.

Mọi điện tích di chuyển đều sinh ra từ trường. Các điện tích điểm chuyển động, như electron, sinh ra từ trường phức tạp phụ thuộc vào điện tích, vận tốc và gia tốc của hạt.
Các đường sức từ tạo thành các đường tròn đồng tâm quanh dây dẫn điện hình trụ dọc theo chiều dài của dây. Hướng của từ trường được xác định theo quy tắc bàn tay phải (hình bên cạnh). Độ lớn của từ trường giảm dần theo khoảng cách đến dây dẫn. (Đối với một dây có chiều dài coi là vô hạn, độ lớn của từ trường giảm tỉ lệ nghịch với khoảng cách đến dây.)

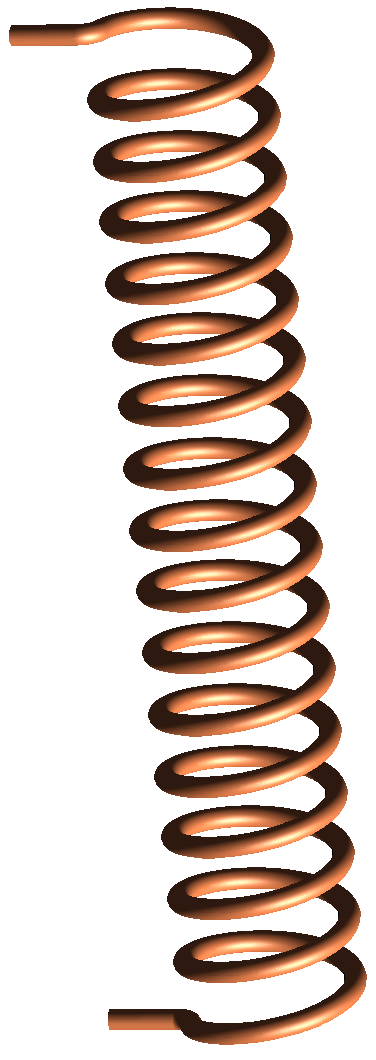
Solenoid

Khi uốn dây dẫn điện thành cuộn dây solenoid khiến cho từ trường bên trong cuộn dây mạnh lên trong khi ở ngoài cuộn lại rất yếu. Một cuộn dây cuốn quanh một lõi sắt từ hoạt động như nam châm điện, sinh ra một từ trường mạnh và điều khiển được. Một nam châm điện hình trụ coi dài vô hạn có từ trường rất đồng đều bên trong cuộn dây trong khi từ trường ngoài lại không tồn tại. Nam châm điện hình trụ dài hữu hạn sinh ra từ trường có dạng giống với từ trường của một nam châm vĩnh cửu hình dáng đều, với độ lớn và cực từ xác định bởi hướng dòng điện chạy trong cuộn dây.
Từ trường sinh ra bởi dòng điện không đổi {\displaystyle {I}} (luồng điện tích chảy đều đặn) miêu tả bởi định luật Biot–Savart:
{\displaystyle \mathbf {B} ={\frac {\mu _{0}I}{4\pi }}\int _{\mathrm {day} }{\frac {d{\boldsymbol {\ell }}\times \mathbf {\hat {r}} }{r^{2}}},}
với tích phân lấy trên toàn bộ chiều dài của dây, vectơ dℓ chỉ theo hướng của dòng điện, μ0 là hằng số từ môi, r là khoảng cách giữa vị trí của dℓ và vị trí cần tính độ lớn từ trường, và r̂ là vectơ đơn vị theo hướng của r.
Một cách hơi tổng quát hơn liên hệ dòng {\displaystyle {I}} với trường B là định luật Ampère:
{\displaystyle \oint _{S}\mathbf {B} \cdot d\mathbf {l} =\mu _{0}I_{\mathrm {enc} }}
với tích phân đường trên một vòng bất kỳ, {\displaystyle {I}}enc là dòng điện đi qua mặt giới hạn bởi vòng. Định luật Ampère luôn luôn đúng cho dòng điện ổn định và dùng để tính cho trường B có dạng đối xứng cao như dây dẫn dài vô hạn hay solenoid vô hạn.
Trong dạng sửa đổi để tính đến điện trường biến đổi theo thời gian, định luật Ampère là một trong bốn phương trình Maxwell mô tả điện động lực học cổ điển.

### Lực lên điện tích chuyển động và dòng điện

Chuyển động của hạt tích điện trong từ trường với (A) không có lực tác dụng, (B) có thêm điện trường E, (C) có thêm lực độc lập khác F (như lực hấp dẫn), và (D) trong từ trường không đều grad H.

#### Lực lên điện tích chuyển động
Một hạt tích điện chuyển động trong từ trường B chịu một lực tỉ lệ với độ lớn của từ trường, và vận tốc của nó. Lực này luôn vuông góc với hướng từ trường và hướng nó chuyển động, và được gọi là lực Lorentz, cho bởi công thức
{\displaystyle \mathbf {F} =q\mathbf {v} \times \mathbf {B} ,}
với
F là lực, q là điện tích của hạt, v là vận tốc tức thời của hạt, và B là từ trường (tesla).
Khi một hạt tích điện chuyển động trong từ trường tĩnh, quỹ đạo của nó có hình xoắn ốc với trục xoắn ốc song song với hướng từ trường và vận tốc của hạt là không đổi. Bởi vì lực Lorentz luôn vuông góc với chuyển động, từ trường không sinh công lên một hạt tích điện cô lập. Nó chỉ sinh công gián tiếp thông qua điện trường phát sinh bởi từ trường biến đổi. Có người lập luận rằng lực từ sinh công lên lưỡng cực từ, hoặc lên hạt tích điện mà chuyển động bị chi phối bởi các lực khác, nhưng điều này là không đúng bởi vì công trong những trường hợp này là do lực điện sinh ra bởi hạt tích điện đi lệch trong từ trường.

#### Lực lên dây dẫn mang dòng điện
Lực lên dây dẫn mang dòng điện giống với lực tác động lên hạt tích điện chuyển động do dòng điện trong dây dẫn là tập hợp các hạt tích điện chuyển động. Sợi dây mang dòng điện chịu một lực khi nó đặt trong từ trường. Lực Lorentz lên dòng vĩ mô cũng được gọi là lực Laplace.
Xét một dây dẫn có chiều dài ℓ, tiết diện A, và điện tích q của từng hạt trong dòng i. Nếu có một từ trường ngoài B với hướng từ trường làm một góc θ so với hướng vận tốc của các hạt trong dòng điện, thì lực tác dụng lên từng hạt q là
{\displaystyle F=qvB\sin \theta ,}
do đó với N hạt mà 
{\displaystyle N=n\ell A},
thì lực tác dụng tổng cộng lên dây dẫn là

Quy tắc bàn tay phải: Ngón cái của bàn tay phải chỉ theo hướng của dòng điện quy ước và các ngón khác chỉ theo hướng của từ trường B, đối với điện tích dương thì lực tác dụng có hướng vuông góc với lòng bàn tay, trong khi đối với điện tích âm thì ngược lại.

{\displaystyle f=FN=qvBn\ell A\sin \theta =Bi\ell \sin \theta },
với i = nqvA.

#### Hướng của lực
Hướng của lực lên một hạt tích điện hay dòng điện có thể được xác định thông qua Quy tắc bàn tay phải (hình vẽ). Lực tác động lên hạt tích điện âm có chiều theo hướng ngược lại. Nếu cả vận tốc và điện tích được đảo ngược thì hướng của lực vẫn như cũ. Vì lý do này mà khi đo từ trường không thể phân biệt được trường hợp hạt tích điện dương chuyển động sang phải hay hạt tích điện âm chuyển động sang trái (cả hai trường hợp tạo ra cùng một dòng điện.) Mặt khác, khi chúng ta kết hợp từ trường với điện trường thì chúng ta có thể phân biệt được hai trường hợp này, xem hiệu ứng Hall phía dưới.
Ngoài ra cũng có cách xác định hướng của lực thông qua Quy tắc bàn tay trái.

## Liên hệ giữaHvàB
Các công thức cho từ trường ở trên đúng cho các dòng điện sinh ra từ trường. Tuy nhiên, khi đặt vật liệu từ trong từ trường thì chính nó cũng sinh ra dòng từ hóa (magnetization current) và tạo ra từ trường riêng gây ảnh hưởng lên kết quả tính toán. (Dòng từ hóa này là do tổng các dòng điện vòng kích cỡ nguyên tử và spin của các hạt hạ nguyên tử như electron trong vật liệu.) Trường H định nghĩa ở trên cho phép tính ra được dòng này.

### Từ hóa
Trường vectơ từ hóa M (độ từ hóa) thể hiện độ mạnh của miền vật liệu bị từ hóa (miền từ hóa - hoặc đômen từ). Nó bằng tổng mômen lưỡng cực từ trên đơn vị thể tích của miền đó. Do đó, độ từ hóa của một nam châm có hình dạng đều là hằng số trong vật liệu, và bằng mômen từ m chia cho thể tích của nam châm. Do trong hệ SI đơn vị của mômen từ là Am², đơn vị SI của M là A/m, giống với của trường H.
Trường từ hóa M của một vùng trong vật liệu chỉ theo hướng trung bình của mômen lưỡng cực từ trong vùng đó. Do vậy, các đường sức từ hóa bắt đầu gần cực nam và kết thúc gần cực bắc từ. (Từ hóa không tồn tại bên ngoài nam châm.)
Trong mô hình vòng Ampère, sự từ hóa là do quá trình kết hợp của nhiều vòng Ampère nhỏ để tạo nên một dòng gọi là dòng từ hóa. Dòng này chính là nguồn của từ trường B sinh ra bởi vật liệu từ. (Xem Lưỡng cực từ bên dưới.) Theo định nghĩa của lưỡng cực từ, trường từ hóa tuân theo định luật Ampère:
{\displaystyle \oint \mathbf {M} \cdot d{\boldsymbol {\ell }}=I_{\mathrm {b} },}
với tích phân đường thực hiện trên vòng kín bất kỳ và Ib là 'dòng từ hóa' bị chặn bởi vòng đó.
Trong mô hình lưỡng cực từ, sự từ hóa bắt đầu và kết thúc tại các cực từ. Do vậy, nếu một miền có tổng độ lớn cực từ là dương (tương ứng với cực bắc) thì có nhiều đường sức từ hóa đi vào hơn số đường sức đi ra. Điều này tương đương về toán học:
{\displaystyle \oint _{S}\mu _{0}\mathbf {M} \cdot \mathrm {d} \mathbf {A} =-q_{M}},
với tích phân mặt thực hiện trên mặt kín S và qM là 'từ tích' (trong đơn vị của từ thông) bao bởi mặt S. Dấu âm xuất hiện bởi vì trường từ hóa đi từ nam tới bắc.

### Trường H và vật liệu từ
Trường H được định nghĩa bằng:
{\displaystyle \mathbf {H} \ \equiv \ {\frac {\mathbf {B} }{\mu _{0}}}-\mathbf {M} ,}(H trong SI)
Theo định nghĩa này, định luật Ampère trở thành:
{\displaystyle \oint \mathbf {H} \cdot d{\boldsymbol {\ell }}=\oint \left({\frac {\mathbf {B} }{\mu _{0}}}-\mathbf {M} \right)\cdot d{\boldsymbol {\ell }}=I_{\mathrm {tot} }-I_{\mathrm {b} }=I_{\mathrm {f} },}
với If thể hiện 'dòng tự do' bao bởi vòng sao cho tích phân đường của H không phụ thuộc hoàn toàn vào dòng từ hóa. Đối với dạng vi phân của phương trình xem phương trình Maxwell. Định luật Ampère dẫn đến điều kiện biên 
{\displaystyle (\mathbf {H_{1}^{\parallel }} -\mathbf {H_{2}^{\parallel }} )=\mathbf {K} _{\text{f}}\times {\hat {\mathbf {n} }},}
với Kf là mật độ dòng tự do trên mặt và vectơ đơn vị {\displaystyle {\hat {\mathbf {n} }}} chỉ theo hướng từ môi trường 2 vào 1.
Tương tự, tích phân mặt của H trên một mặt đóng bất kỳ độc lập với dòng tự do và cho kết quả là 'từ tích' bên trong mặt kín:
{\displaystyle \oint _{S}\mu _{0}\mathbf {H} \cdot \mathrm {d} \mathbf {A} =\oint _{S}(\mathbf {B} -\mu _{0}\mathbf {M} )\cdot \mathrm {d} \mathbf {A} =(0-(-q_{M}))=q_{M},}
mà không phụ thuộc dòng tự do.
Do đó, trường H có thể tách thành hai  số hạng độc lập:
{\displaystyle \mathbf {H} =\mathbf {H} _{0}+\mathbf {H} _{d},\,}
với H0 là từ trường do dòng tự do và Hd là trường khử từ (demagnetizing field) do dòng từ hóa.
Do vậy trong trường H, dòng từ hóa có thể coi là 'từ tích'. Đường sức của trường H chỉ bao quanh 'dòng từ do' và không giống như từ trường B các đường sức bắt đầu và kết thúc tại các cực từ.

### Từ học
Hầu hết các vật liệu đáp ứng lại (cảm ứng) từ trường ngoài B bằng cách tự sinh ra trường từ hóa của chúng và do đó là từ trường B. Thông thường sự đáp ứng lại là rất yếu và chỉ tồn tại khi chúng đặt trong từ trường. Thuật ngữ từ học miêu tả cách vật liệu đáp ứng lại ở mức vi mô khi chúng chịu từ trường ngoài và dùng để phân loại pha của vật liệu. Trong từ học, các vật liệu đưa chia thành các nhóm trên cơ sở đáp ứng của chúng với từ trường ngoài:
- Vật liệu nghịch từ[24] tạo ra trường từ hóa ngược hướng với từ trường ngoài.
- Vật liệu thuận từ[24] tạo ra trường từ hóa cùng hướng với từ trường ngoài.
- Vật liệu Feri từ và nhóm vật liệu sắt từ và phản sắt từ[25][26] có trường từ hóa độc lập với từ trường ngoài B và hai trường này có mối liên hệ phức tạp.
- Chất siêu dẫn (và chất siêu dẫn sắt từ)[27][28] là những vật liệu có đặc điểm dẫn điện hoàn hảo khi chúng có nhiệt độ dưới nhiệt độ tới hạn và từ trường giới hạn. Chúng có từ tính cao và có thể là nam châm nghịch từ hoàn hảo dưới một từ trường tới hạn. Chất siêu dẫn có nhiệt độ và từ trường tới hạn trên phạm vi rộng (siêu dẫn loại II) mà dưới các điểm tới hạn này chúng thể hiện sự trễ phức tạp vào M và B.

Trong trường hợp của các chất thuận từ và nghịch từ, độ từ hóa M tỉ lệ với từ trường ngoài sao cho:
{\displaystyle \mathbf {B} =\mu \mathbf {H} ,}
với μ là tham số phụ thuộc vật liệu gọi là độ từ thẩm. Trong một số trường hợp độ từ thẩm là tenxơ hạng hai sao cho H không có cùng hướng với B. Những liên hệ này giữa B và H là ví dụ của phương trình cấu thành. Tuy nhiên, các chất siêu dẫn và nam châm sắt từ có liên hệ giữa B và H phức tạp hơn.

## Năng lượng chứa trong từ trường
Năng lượng cần thiết để sinh ra từ trường chống lại điện trường sinh ra do từ trường biến đổi và cũng như để làm từ hóa bất kỳ vật liệu nào đặt trong từ trường. Đối với vật liệu không phân tán (non-dispersive materials hay là vật liệu rắn, chắc đặc) dạng năng lượng này được giải phóng khi từ trường biến mất hoặc bị phá hủy do vậy ta có thể mô hình nó như là được tích trữ trong từ trường.
Vật liệu tuyến tính, không phân tán (linear, non-dispersive, materials) (sao cho B = μH với μ là độ từ thẩm), mật độ năng lượng bằng:
{\displaystyle u={\frac {\mathbf {B} \cdot \mathbf {B} }{2\mu }}={\frac {\mu \mathbf {H} \cdot \mathbf {H} }{2}}={\frac {\mathbf {B} \cdot \mathbf {H} }{2}}.}
Nếu không có vật liệu từ nào xung quanh thì μ bằng μ0. Phương trình trên không áp dụng cho vật liệu phi tuyến; và cần một biểu thức tổng quát hơn để mô tả.
Tổng quát, vi phân công trên một đơn vị thể tích δW làm thay đổi vi phân từ trường δB là:
{\displaystyle \delta W=\mathbf {H} \cdot \delta \mathbf {B} .}
Một lần nữa mối liên hệ giữa H và B trong phương trình này dùng để xác định công cần thiết để đưa vật liệu đạt tới trạng thái từ nhất định. Đối với vật liệu từ trễ như sắt từ và siêu dẫn, công cần thiết còn phụ thuộc vào cách từ trường ngoài sinh ra. Tuy vậy, đối với vật liệu tuyến tính không phân tán, phương trình tổng quát ở trên cho phép tính ra mật độ năng lượng từ trường.

## Điện từ học: liên hệ giữa từ trường và điện trường

### Định luật Faraday: Lực điện do từ trường B biến đổi
Khi từ trường biến đổi, như đưa nam châm đi qua cuộn dây dẫn điện, sẽ sinh ra điện trường (và do đó xuất hiện dòng điện trong cuộn dây). Hiện tượng này do Faraday tìm ra và là cơ sở hoạt động cho các máy phát điện và động cơ điện.
Phát biểu toán học của định luật cảm ứng Faraday là:
{\displaystyle {\mathcal {E}}=-{\frac {d\Phi _{\mathrm {m} }}{dt}},}
với {\displaystyle \scriptstyle {\mathcal {E}}} là lực điện động (hay EMF, hiệu điện thế trong vòng kín) và Φm là từ thông— tích của diện tích với vectơ pháp tuyến từ trường tại diện tích đó. (từ định nghĩa của từ thông do vậy mà tại sao B cũng được coi là mật độ từ thông.)
Dấu âm thể hiện dòng điện sinh ra trong cuộn dây bởi từ trường biến đổi mà dòng điện sẽ sinh ra một từ trường khác chống lại sự biến đổi của từ trường mà nó cảm ứng. Điều này được thể hiện trong định luật Lenz.
Dạng tích phân của định luật Faraday có thể biến đổi thành dạng vi phân mà cho phép áp dụng ở những điều kiện khác. Dạng này là một trong các phương trình Maxwell ở dưới.

### Hiệu chỉnh của Maxwell cho định luật Ampère: Từ trường do điện trường biến đổi
Tương tự như từ trường biến đổi sinh ra điện trường, điện trường biến đổi cũng sinh ra từ trường. Để miêu tả bằng toán học định luật này, Maxwell đã bổ sung vào định luật Ampère một số hạng và cũng với định luật Faraday mà Maxwell có thể suy đoán được sự tồn tại của sóng điện từ, bao gồm ánh sáng. Do vậy, thay đổi điện trường làm từ trường biến đổi, và đến lượt từ trường biến đổi sinh ra điện trường biến đổi.
Số hạng mà Maxwell bổ sung vào định luật Ampère tỷ lệ với sự thay đổi của thông lượng điện trường theo thời gian tương tự như định luật cảm ứng của Faraday nhưng với hằng dương số khác. (Thông lượng điện đi qua một diện tích tỷ lệ với tích của diện tích với thành phần vuông góc của điện trường.)
Phương trình định luật Ampère bao gồm hệ số bổ sung gọi là phương trình Maxwell–Ampère. Phương trình này ít khi biểu diễn dưới dạng tích phân do hiệu ứng của hệ số bổ sung khá nhỏ do vậy thường được bỏ qua khi người ta sử dụng dạng tích phân của phương trình. Số hạng bổ sung của Maxwell là rất quan trọng trong sự hình thành và lan truyền của sóng điện từ, mặc dù vậy phương trình này thường được miêu tả dưới dạng vi phân.

### Phương trình Maxwell
Giống như mọi trường vector, từ trường có hai đặc điểm toán học quan trọng liên hệ với nguồn của nó. (Với B, nguồn là dòng điện và sự biến đổi của điện trường.) Hai đặc điểm toán học này, cùng với hai đặc điểm toán học của điện trường tạo thành Các phương trình Maxwell. Các phương trình Maxwell cùng với lực Lorentz cho mô tả hoàn thiện về điện động lực học cổ điển bao gồm cả điện và từ.
Đặc điểm đầu tiên là phân kỳ của trường vectơ A, ∇ • A, thể hiện A 'chảy' ra ngoài như thế nào từ một điểm. Như miêu tả ở trên, các đường sức của trường B không bao giờ bắt đầu hay kết thúc tại một điểm, thay vào đó chúng tạo thành những vòng kín. Điều này tương đương với phát biểu toán học rằng phân kỳ của B bằng 0. (Những trường vectơ có tính chất này gọi là trường vectơ solenoid.) Phương trình này chính là định luật Gauss cho từ học và nó tương đương với phát biểu không có cực từ hay đơn cực từ. Mặt khác, đường sức điện trường bắt đầu và kết thúc tại các điện tích do vậy phân kỳ của điện trường khác 0 và tỉ lệ với mật độ điện tích (Xem định luật Gauss).
Đặc điểm toán học thứ hai là độ xoáy (rot), ký hiệu ∇ × A thể hiện độ xoáy của A xung quanh một điểm cho trước. Kết quả của độ xoáy gọi là 'nguồn quay tròn'. Các phương trình cho rot của B và E tương ứng là các phương trình Ampère–Maxwell và phương trình định luật cảm ứng Faraday. Chúng được biểu diễn ở dạng vi phân và tích phân ở trên.
Các phương trình Maxwell là:
{\displaystyle \nabla \cdot \mathbf {B} =0,}
{\displaystyle \nabla \cdot \mathbf {E} ={\frac {\rho }{\varepsilon _{0}}},}
{\displaystyle \nabla \times \mathbf {B} =\mu _{0}\mathbf {J} +\mu _{0}\varepsilon _{0}{\frac {\partial \mathbf {E} }{\partial t}},}
{\displaystyle \nabla \times \mathbf {E} =-{\frac {\partial \mathbf {B} }{\partial t}},}
với J = mật độ dòng vi mô đầy đủ và ρ là mật độ điện tích.

Từ trường, giống với các giả vector, thay đổi dấu khi phản chiếu qua gương: Khi vòng dây (đen) mang dòng điện được phản chiếu qua gương (đường chấm), từ trường của nó (xanh) cũng được phản chiếu nhưng đảo ngược hướng.

Theo định nghĩa toán học, vectơ B là giả vectơ (hay vectơ trục) do nó được định nghĩa theo tích vectơ. (xem biểu đồ.)
Như thảo luận ở trên, vật liệu từ hưởng ứng khi có điện trường ngoài E và từ trường ngoài B bằng cách tự sinh ra dòng cảm ứng và dòng từ hóa đóng góp vào chính E và B và rất khó để tính toán. Để vượt qua vấn đề này, hai khái niệm trường H và D đưa ra để sử dụng trong phương trình Maxwell khi mô tả mật độ dòng tự do Jf và mật độ điện tích tự do ρf:
{\displaystyle \nabla \cdot \mathbf {B} =0,}
{\displaystyle \nabla \cdot \mathbf {D} =\rho _{\mathrm {f} },}
{\displaystyle \nabla \times \mathbf {H} =\mathbf {J} _{\mathrm {f} }+{\frac {\partial \mathbf {D} }{\partial t}},}
{\displaystyle \nabla \times \mathbf {E} =-{\frac {\partial \mathbf {B} }{\partial t}}.}
Những phương trình này không tổng quát hơn (nếu biết dòng từ hóa và điện tích 'liên kết' trong vật liệu). Chúng cần thiết để bổ sung cho mối liên hệ giữa B và H cũng như giữa E và D. Mặt khác, những mối liên hệ đơn giản giữa những đại lượng này trong phương trình Maxwell cũng có vai trò để tính dòng từ hóa và điện tích liên kết.

### Điện trường và từ trường: hai khía cạnh của cùng một trường
Theo thuyết tương đối hẹp, việc phân chia lực điện từ thành các thành phần tách biệt là lực điện và lực từ không phải là những khái niệm cơ bản, nhưng chúng thay đổi khi lựa chọn hệ quy chiếu quan sát: Một quan sát viên coi kết quả là lực điện nhưng quan sát viên khác có thể thu được kết quả là lực từ (mỗi người trong hệ quy chiếu khác nhau), hay thậm chí là lực điện từ.
Bằng toán học, thuyết tương đối đặc biệt kết hợp điện trường và từ trường thành tenxơ hạng hai, gọi là tenxơ điện từ. Thay đổi hệ quy chiếu làm trộn các thành phần này. Nó cũng tương tự như cách thuyết tương đối hẹp trộn không gian và thời gian thành không thời gian, và khối lượng, động lượng, năng lượng thành bốn-động lượng.

### Vectơ từ thế
Trong cơ học lượng tử và thuyết tương đối các nhà vật lý thường sử dụng dạng thế điện từ hơn là thuật ngữ từ trường và điện trường. Theo cách này, vectơ thế (vector potential-hay vectơ thế năng, thế vectơ) A, và thế vô hướng φ (điện thế), được định nghĩa:
{\displaystyle \mathbf {B} =\nabla \times \mathbf {A} ,}
{\displaystyle \mathbf {E} =-\nabla \varphi -{\frac {\partial \mathbf {A} }{\partial t}}.}
Vectơ thế A được giải thích là thế động lượng tổng quát trên đơn vị điện tích giống như φ được giải thích là thế năng lượng tổng quát trên đơn vị điện tích.
Phương trình Maxwell biểu diễn bằng các vectơ thế sẽ có dạng tuân theo thuyết tương đối hẹp mà không phải điều chỉnh. Trong thuyết tương đối, thế vectơ A cùng với thế vô hướng φ tạo thành bốn-thế, tương tự như bốn-động lượng kết hợp động lượng và năng lượng của hạt. Sử dụng bốn thế thay cho tenxơ điện từ có thuận lợi là nó cho phép đơn giản và dễ sửa đổi trong miêu tả của cơ học lượng tử.

### Điện động lực học lượng tử
Trong vật lý hiện đại, trường điện từ được hiểu không phải là trường cổ điển, mà là trường lượng tử; đại lượng miêu tả nó trong nghĩa cổ điển là vectơ thực ba thành phần tại mỗi điểm, được thay thế bằng vectơ của ba toán tử lượng tử tại mỗi điển. Lý thuyết mô tả chính xác nhất tương tác điện từ (và những hiện tượng khác) là Điện động lực học lượng tử (QED), và sau đó lý thuyết được kết hợp vào một lý thuyết hoàn thiện hơn là Mô hình chuẩn của vật lý hạt.
Trong QED, độ lớn của tương tác điện từ giữa các hạt điện tích (cũng như các phản hạt) được tính toán sử dụng phương nhiễu loạn; những công thức phức tạp này được thể hiện một cách hình ảnh thông qua biểu đồ Feynman trong đó quá trình tương tác giữa các hạt thông qua sự trao đổi của những photon ảo.
Các tiên đoán của QED phù hợp với thực nghiệm ở độ chính xác rất cao: hiện tại là cỡ 10−12 (và bị giới hạn bởi sai số thực nghiệm). Điện động lực học lượng tử là một trong những lý thuyết vật lý chính xác nhất hiện nay.
Mọi phương trình trong bài viết này là các phương trình cổ điển và ít chính xác hơn khi đề cập đến tính chất lượng tử. Tuy vật, trong phần lớn ứng dụng thường ngày, các phương trình điện từ học cổ điển vẫn cho độ chính xác phù hợp.

## Một số ứng dụng

### Từ trường Trái Đất

Minh họa từ trường Trái Đất với nguồn coi như một nam châm khổng lồ. Cực Bắc địa lý nằm phía trên hình vẽ. Cực từ Nam nằm sâu bên dưới lòng đất và cùng phía với cực Bắc từ của Trái Đất.

Các nhà khoa học và địa lý cho rằng từ trường Trái Đất là do những dòng đối lưu của lớp chất lỏng nóng chảy bên ngoài lõi Trái Đất. Lý thuyết Dynamo đề xuất những dòng này tương tự như dòng điện, và vì vậy sinh ra từ trường.
Do có mặt từ trường nên mọi kim la bàn đều chỉ về cực Bắc từ Trái Đất, điểm này hiện nay nằm gần với cực Bắc địa lý của Trái Đất. Đây cách định nghĩa truyền thống về cực Bắc của nam châm, mặc dù cũng có những định nghĩa tương đương khác.
Có một vài nhầm lẫn từ cách định nghĩa này, nếu coi Trái Đất như một nam châm khổng lồ, cực Nam của nam châm sẽ nằm gần cực Bắc từ của Trái Đất, và ngược lại. Gọi là cực Bắc từ do sự phân cực của trường tại vị trí địa lý (cực Bắc địa lý). Cực Bắc và cực Nam của một nam châm vĩnh cửu được gọi như thế do các cực có xu hướng tương ứng chỉ về phía bắc và phía nam.
Hình ảnh bên cạnh phác họa các đường sức từ của Trái Đất. Trong mọi vị trí, từ trường có thành phần lên/xuống cùng với thành phần Bắc/Nam thể hiện lớn nhất. (Cũng có thành phần Đông/Tây; các cực từ Trái Đất không trùng với các cực địa lý.) Và từ trường có thể minh họa bằng thanh nam châm lớn chôn sâu dưới lòng đất.
Từ trường Trái Đất có độ lớn thay đổi và vị trí của các cực địa từ cũng thay đổi theo thời gian dài. Hơn nữa, các nhà khoa học đã ghi lại được những lần đảo cực địa từ của Trái Đất. Lần đảo cực từ gần đây nhất cách khoảng 780.000 năm.

### Từ trường quay
Từ trường quay là nguyên lý quan trọng trong hoạt động của động cơ điện xoay chiều. Một nam châm vĩnh cửu đặt trong từ trường quay sẽ luôn có xu hướng duy trì sự gióng hàng của nó trong từ trường ngoài.
Bằng cách sử dụng hai cuộn dây đặt vuông góc với nhau và dòng xoay chiều chạy trong chúng lệch pha 90 độ chúng ta có thể tạo ra từ trường quay. Tuy nhiên, trong các hệ thống điện cũng như động cơ người ta thường sử dụng ba cuộn dây bố trí thành hệ sao 120 độ với ba dòng xoay chiều lệch pha nhau.
Để thực hiện chuẩn hóa, các nhà cung cấp điện sử dụng hệ thống điện ba pha với ba dòng điện có độ lớn bằng nhau và mỗi dòng lệch pha 120 độ. Và ba cuộn dây trong cấu hính hệ sao 120 độ sẽ sinh ra từ trường quay. Từ trường quay ba pha được áp dụng phổ biến trong động cơ điện và hệ thống lưới điện.
Bởi vì từ tính của nam châm giảm theo thời gian, động cơ đồng bộ sử dụng dòng một chiều làm quay rotor, và cho phép các motor cảm ứng sử dụng rotor điện (thay cho nam châm vĩnh cửu) tạo ra từ trường quay từ nhiều cuộn dây stator. Trong các cuộn dây của rotor xuất hiện dòng điện Foucault khi có từ trường quay của stator, và những dòng này làm quay rotor bởi lực Lorentz.

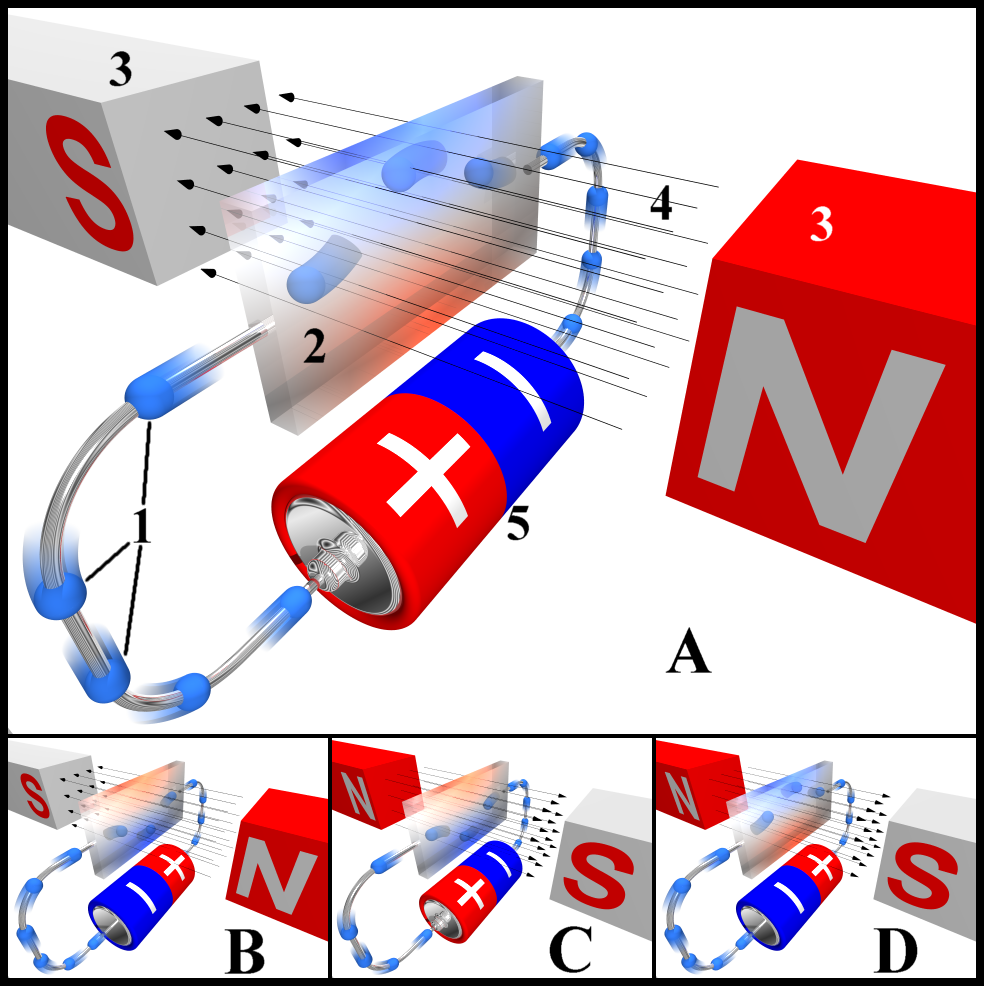
Minh họa hiệu ứng Hall.

Năm 1882, Nikola Tesla phát hiện ra khái niệm từ trường quay. Năm 1885, Galileo Ferraris đã nêu ra khái niệm này một cách độc lập. Năm 1888, Tesla đăng ký Bằng sáng chế Hoa Kỳ số 381.968 cho nghiên cứu của ông. Cũng vào năm 1888, Ferraris công bố nghiên cứu của mình trong tờ Royal Academy of Sciences ở Turin.

### Hiệu ứng Hall
Khi áp dụng một từ trường vuông góc lên một bản làm bằng kim loại hay chất bán dẫn hay chất dẫn điện nói chung (thanh Hall) đang có dòng điện chạy qua. Lúc đó ta nhận được hiệu điện thế (hiệu thế Hall) sinh ra tại hai mặt đối diện của thanh Hall. Tỷ số giữa hiệu thế Hall và dòng điện chạy qua thanh Hall gọi là điện trở Hall, đặc trưng cho vật liệu làm nên thanh Hall. Hiệu ứng này gọi là hiệu ứng Hall.
Hiệu ứng Hall thường dùng để đo độ lớn của từ trường cũng như để xác định dấu của dòng điện tích trong vật liệu như bán dẫn (electron âm hay lỗ dương).